# Bujkoviće
Bujkoviće (Servisch cyrillisch Бујковиће) is een plaats in de Servische gemeente Tutin. De plaats telt 53 inwoners (2002).